# Eddy Cheaib
Eddy Cheaib (* 26. März 1979 in Saida, Libanon) ist ein deutsch-libanesischer Schauspieler und Regisseur.

## Leben
Cheaib wurde 1999 bei einem Casting für Unter uns als Schauspieler entdeckt. Seitdem wirkte Cheaib bereits in diversen Kino- und TV-Produktionen mit, u. a. spielte er bei Alarm für Cobra 11 neben Tom Beck & Erdoğan Atalay mit. Seit 2018 gehört Cheaib zur Hauptbesetzung von JokeRS Comedy, einer Sketchcomedy-Serie, welche er selbst produziert, Regie führt und neben Caroline Pharo, Yasin Islek und Trish Osmond verschiedene Rollen spielt.

## Filmografie (Auswahl)
- 2011: Sechserpack
- 2012: Alarm für Cobra 11
- 2014: Blutsbrüder
- 2018: JokeRS Comedy
- 2019: Therapiesitzung
- 2021: Two Kilos
- 2022: K11 – Die neuen Fälle